# Parathalassius melanderi
Parathalassius melanderi är en tvåvingeart som beskrevs av Cole 1912. Parathalassius melanderi ingår i släktet Parathalassius och familjen styltflugor.
Artens utbredningsområde är Kalifornien. Inga underarter finns listade i Catalogue of Life.